# Meister der Marguerite d’Orléans
Als Meister der Marguerite d’Orléans (fr. Maître de Marguerite d’Orléans) wird der mittelalterliche Buchmaler bezeichnet, der um 1429/30 das  Stundenbuch der Marguerite d’Orléans, der Tochter des Herzogs Ludwig von Orléans, ausgemalt hat. Ein wohl aus Rennes stammender Maler hatte die Ausmalung des Buches begonnen und den Kalenderteil fertiggestellt. Dann übernahm der Meister der Marguerite d’Orléans die weitere Ausgestaltung. Das Werk des Malers wurde im Wesentlichen von König bearbeitet. Frappierend ist die Kenntnis des Malers von Kompositionen des Boucicaut-Meisters, die sich besonders deutlich im Stundenbuch der Marguerite d'Orléans zeigt, und obwohl es bisher nicht gelang, ihn in einer Pariser Produktion der 1420er Jahre nachzuweisen, gehört er möglicherweise zu derselben Generation von Malern wie der Meister des Harvard Hannibal, der mit der Werkstatt des Boucicaut-Meisters in Paris arbeitete.

## Frühe Werke
Erstmals wird der Meister der Marguerite d'Orléans in einem Livre des secrets d'histoire naturelle fassbar, das seines Kolophons nach 1428 in Bourges geschrieben wurde. Die fein lavierten, ungerahmten Federzeichnungen der Handschrift lassen sie einerseits wie eine zügig hergestellte Minute wirken und fügen sich andererseits in eine Tradition herausragender Illustrationsprojekte des 15. Jahrhunderts, die mit dem Valencianer Rosenroman beginnen und bis in die Mitte des 15. Jahrhunderts an den Hof René d’Anjous gewirkt haben.
Zwei weitere Handschriften stammen nach König aus der frühen Phase des Malers in Bourges: ein Boccaccio in Chantilly für Prigent VII. de Coëtivy und eine Abschrift der Grandes Chroniques de France, die gute Chancen hat, für Karl VII. während seines Exils in Bourges gemacht worden zu sein. Beide Handschriften sind in ihrer Einrichtung, der Schreiberhand und dem Dekor so eng verwandt, dass sie wohl zeitgleich entstanden sein werden. Kurz darauf wäre dann das namengebende Stück, das Stundenbuch der Marguerite d'Orléans entstanden und der Maler gen Westen abgewandert.

## Angevinische Phase
Während man in Rennes mit dem Maler des Stundenbuchs der Françoise de Dinan eine recht konkrete Nachfolge des Stundenbuchs der Marguerite d'Orléans in der Bretagne findet, wird der Maler zuvor über Angers gekommen sein. Aus den Belles Heures des Herzogs von Berry, die sich zu der Zeit im Besitz von Yolande d’Aragon befanden und ebenfalls um 1430 zeitgleich vom Rohan-Meister verarbeitet wurden, hätte er so die Komposition der heiligen Katharina kennengelernt haben können, die er als einzige direkte Zitation im Stundenbuch der Marguerite d'Orléans verarbeitet. In jedem Fall wird er in den 1450er Jahren dorthin zurückgekehrt sein, um das Stundenbuch der Marie de Rieux zu malen. Immer wieder wurde auch die Nähe zum Jouvenel-Meister und seiner Werkstatt betont, die der Meister der Marguerite d'Orléans bis zu Fouquets Rückkehr aus Italian nachhaltig beeinflusst zu haben scheint.
Eines der spätesten Werke des Meisters der Marguerite d’Orléans sind die Grandes chroniques de France, die heute in Châteauroux aufbewahrt werden und mit großer Wahrscheinlichkeit ebenfalls in Angers entstanden sind. Ein Teil der Miniaturen wurde zu einem unbekannten Zeitpunkt aus dem Manuskript getrennt und befindet sich heute in Paris. An der Handschrift arbeitete er gemeinsam mit dem Maler Arthurs III de Richmont, der nach einem Arbre des batailles in Paris benannt wird.

## Die Spätphase: Poitiers?
Ein weiteres Stundenbuch in Paris hat die Forschung dazu veranlasst, die späte Schaffensphase des Malers in Poitiers zu vermuten. Das für den Gebrauch von Paris eingerichtete Stundenbuch ist eine Kollaboration zwischen dem Meister der Marguerite d'Orléans, dem Meister der Münchner Legenda aurea und dem Meister von Poitiers 30, der als bedeutendster Vertreter der regionalen Schule von Poitiers in der zweiten Hälfte des 15. Jahrhunderts gilt. Ein Stundenbuch für den Gebrauch von Poitiers in der Vaticana wurde als spätestes Werk des Meisters identifiziert und führte zu der Annahme, der Meister der Marguerite d'Orléans habe seine Karriere in Poitiers beendet. Neue Funde wie das vom Meister unvollendete Stundenbuch in Valence oder das Stundenbuch der Marie de Belleville in Austin (HRC 8) werfen allerdings die Frage auf, ob der Maler nicht doch im Wesentlichen in Angers gewirkt haben könnte.